# Wioślarstwo na Letnich Igrzyskach Olimpijskich 2012 – dwójka podwójna wagi lekkiej mężczyzn
Dwójka podwójna wagi lekkiej mężczyzn to jedna z konkurencji wioślarskich rozgrywanych podczas Letnich Igrzysk Olimpijskich 2012, która odbyła się między 29 lipca a 4 sierpnia na obiekcie Dorney Lake. Tytułu mistrzów olimpijskich z Pekinu nie obroniła brytyjska dwójka Zac Purchase oraz Mark Hunter. Zwyciężyli Duńczycy Mads Rasmussen i Rasmus Hansen.

## Terminarz
| Data            | Godzina |               |
| --------------- | ------- | ------------- |
| 29 lipca 2012   | 11:10   | Eliminacje    |
| 31 lipca 2012   | 10:30   | Repasaże      |
| 1 sierpnia 2012 | 9:50    | Półfinały C/D |
| 2 sierpnia 2012 | 10:50   | Półfinały     |
| 4 sierpnia 2012 | 9:40    | Finał D       |
| 4 sierpnia 2012 | 10:10   | Finał C       |
| 4 sierpnia 2012 | 10:50   | Finał B       |
| 4 sierpnia 2012 | 12:10   | Finał         |

## Wyniki

### Eliminacje
Dwie najlepsze osady z każdego biegu awansują do półfinałów. Pozostałe osady automatycznie zostają zakwalifikowane do repasaży.
Wyniki:
Bieg 1
| Pozycja | Tor | Zawodnicy                    | Państwo    | Czas    | Uwagi |
| ------- | --- | ---------------------------- | ---------- | ------- | ----- |
| 1       | 2   | Pietro Ruta Elia Luini       | Włochy     | 6:35.72 | Q     |
| 2       | 3   | Pedro Fraga Nuno Mendes      | Portugalia | 6:37.91 | Q     |
| 3       | 1   | Douglas Vandor Morgan Jarvis | Kanada     | 6:42.59 |       |
| 4       | 4   | Sandeep Kumar Manjeet Singh  | Indie      | 6:56.60 |       |
| 5       | 5   | Mohamed Nofel Omar Emira     | Egipt      | 6:59.57 |       |

Bieg 2
| Pozycja | Tor | Zawodnicy                       | Państwo         | Czas    | Uwagi |
| ------- | --- | ------------------------------- | --------------- | ------- | ----- |
| 1       | 4   | Zac Purchase Mark Hunter        | Wielka Brytania | 6:36.29 | Q     |
| 2       | 3   | Storm Uru Peter Taylor          | Nowa Zelandia   | 6:37.02 | Q     |
| 3       | 1   | Roderick Chisholm Thomas Gibson | Australia       | 6:47.33 |       |
| 4       | 5   | Zhang Fangbing Sun Jie          | Chiny           | 6:57.67 |       |
| 5       | 2   | Mario Cejas Miguel Mayol        | Argentyna       | 7:01.76 |       |

Bieg 3
| Pozycja | Tor | Zawodnicy                              | Państwo  | Czas    | Uwagi |
| ------- | --- | -------------------------------------- | -------- | ------- | ----- |
| 1       | 1   | Mads Rasmussen Rasmus Hansen           | Dania    | 6:33.11 | Q     |
| 2       | 5   | Kristoffer Brun Are Strandli           | Norwegia | 6:34.00 | Q     |
| 3       | 4   | Manuel Suárez Barrios Yunior Pérez     | Kuba     | 6:36.31 |       |
| 4       | 2   | Zsolt Hirling Tamás Varga              | Węgry    | 6:39.80 |       |
| 5       | 3   | Elefterios Konsolas Panajotis Magdanis | Grecja   | 6:42.13 |       |

Bieg 4
| Pozycja | Tor | Zawodnicy                         | Państwo  | Czas    | Uwagi |
| ------- | --- | --------------------------------- | -------- | ------- | ----- |
| 1       | 2   | Stany Delayre Jérémie Azou        | Francja  | 6:40.89 | Q     |
| 2       | 5   | Linus Lichtschlag Lars Hartig     | Niemcy   | 6:49.44 | Q     |
| 3       | 1   | Kazushige Ura Daisaku Takeda      | Japonia  | 6:54.01 |       |
| 4       | 4   | Rodolfo Collazo Emiliano Dumestre | Urugwaj  | 6:58.63 |       |
| 5       | 3   | Leung Chun Shek Lok Kwan Hoi      | Hongkong | 6:59.52 |       |

### Repasaże
Dwie najlepsze osady z każdego repesażu awansują do półfinałów. Pozostałe osady automatycznie zostają zakwalifikowane do półfinałów C/D.
Wyniki:
Repasaż 1
| Pozycja | Tor | Zawodnicy                              | Państwo   | Czas    | Uwagi        |
| ------- | --- | -------------------------------------- | --------- | ------- | ------------ |
| 1.      | 6   | Elefterios Konsolas Panajotis Magdanis | Grecja    | 6:31,13 | Półfinał A/B |
| 2.      | 2   | Zsolt Hirling Tamás Varga              | Węgry     | 6:32,31 | Półfinał A/B |
| 3.      | 4   | Roderick Chisholm Thomas Gibson        | Australia | 6:34,29 | Półfinał C/D |
| 4.      | 3   | Douglas Vandor Morgan Jarvis           | Kanada    | 6:36,06 | Półfinał C/D |
| 5.      | 5   | Rodolfo Collazo Emiliano Dumestre      | Urugwaj   | 6:51,67 | Półfinał C/D |
| 6.      | 1   | Mohamed Nofel Omar Emira               | Egipt     | 6:57,06 | Półfinał C/D |

Repasaż 2
| Pozycja | Tor | Zawodnicy                          | Państwo   | Czas    | Uwagi        |
| ------- | --- | ---------------------------------- | --------- | ------- | ------------ |
| 1.      | 3   | Manuel Suárez Barrios Yunior Pérez | Kuba      | 6:37,04 | Półfinał A/B |
| 2.      | 4   | Kazushige Ura Daisaku Takeda       | Japonia   | 6:39,81 | Półfinał A/B |
| 3.      | 5   | Zhang Fangbing Sun Jie             | Chiny     | 6:40,12 | Półfinał C/D |
| 4.      | 6   | Leung Chun Shek Lok Kwan Hoi       | Hongkong  | 6:47,04 | Półfinał C/D |
| 5.      | 1   | Mario Cejas Miguel Mayol           | Argentyna | 6:48,21 | Półfinał C/D |
| 6.      | 2   | Sandeep Kumar Manjeet Singh        | Indie     | 6:54,20 | Półfinał C/D |

### Półfinały
Z każdego półfinału C/D trzy pierwsze osady awansowały do finału C, a pozostałe do finału D. Z półfinału A/B trzy pierwsze osady awansowały do finału A, a pozostałe do finału B.
Wyniki:
Półfinał C/D 1
| Pozycja | Tor | Zawodnicy                         | Państwo | Czas    | Uwagi   |
| ------- | --- | --------------------------------- | ------- | ------- | ------- |
| 1       | 2   | Douglas Vandor Morgan Jarvis      | Kanada  | 7:02,85 | Finał C |
| 2       | 3   | Zhang Fangbing Sun Jie            | Chiny   | 7:09,39 | Finał C |
| 3       | 4   | Rodolfo Collazo Emiliano Dumestre | Urugwaj | 7:11,20 | Finał C |
| 4       | 1   | Sandeep Kumar Manjeet Singh       | Indie   | 7:19,31 | Finał D |

Półfinał C/D 2
| Pozycja | Tor | Zawodnicy                       | Państwo   | Czas    | Uwagi   |
| ------- | --- | ------------------------------- | --------- | ------- | ------- |
| 1       | 2   | Roderick Chisholm Thomas Gibson | Australia | 7:06,24 | Finał C |
| 2       | 1   | Mario Cejas Miguel Mayol        | Argentyna | 7:11,46 | Finał C |
| 3       | 3   | Leung Chun Shek Lok Kwan Hoi    | Hongkong  | 7:13,67 | Finał C |
| 4       | 4   | Mohamed Nofel Omar Emira        | Egipt     | 7:19,29 | Finał D |

Półfinał A/B 1
| Pozycja | Tor | Zawodnicy                          | Państwo         | Czas    | Uwagi   |
| ------- | --- | ---------------------------------- | --------------- | ------- | ------- |
| 1       | 3   | Zac Purchase Mark Hunter           | Wielka Brytania | 6:36,62 | Finał A |
| 2       | 4   | Stany Delayre Jérémie Azou         | Francja         | 6:37,29 | Finał A |
| 3       | 5   | Pedro Fraga Nuno Mendes            | Portugalia      | 6:37,99 | Finał A |
| 4       | 2   | Kristoffer Brun Are Strandli       | Norwegia        | 6:39,59 | Finał B |
| 5       | 6   | Zsolt Hirling Tamás Varga          | Węgry           | 6:42,81 | Finał B |
| 6       | 1   | Manuel Suárez Barrios Yunior Pérez | Kuba            | 6:52,26 | Finał B |

Półfinał A/B 2
| Pozycja | Tor | Zawodnicy                              | Państwo       | Czas    | Uwagi   |
| ------- | --- | -------------------------------------- | ------------- | ------- | ------- |
| 1       | 4   | Mads Rasmussen Rasmus Hansen           | Dania         | 6:33,25 | Finał A |
| 2       | 2   | Storm Uru Peter Taylor                 | Nowa Zelandia | 6:36,71 | Finał A |
| 3       | 5   | Linus Lichtschlag Lars Hartig          | Niemcy        | 6:37,44 | Finał A |
| 4       | 1   | Elefterios Konsolas Panajotis Magdanis | Grecja        | 6:40,89 | Finał B |
| 5       | 3   | Pietro Ruta Elia Luini                 | Włochy        | 6:41,17 | Finał B |
| 6       | 6   | Kazushige Ura Daisaku Takeda           | Japonia       | 6:48,61 | Finał B |

### Finały[5]
Finał D
| Pozycja | Tor | Zawodnicy                   | Państwo | Czas    | Uwagi |
| ------- | --- | --------------------------- | ------- | ------- | ----- |
| 1       | 1   | Sandeep Kumar Manjeet Singh | Indie   | 7:08,39 |       |
| 2       | 2   | Mohamed Nofel Omar Emira    | Egipt   | 7:12,79 |       |

Finał C
| Pozycja | Tor | Zawodnicy                         | Państwo   | Czas    | Uwagi |
| ------- | --- | --------------------------------- | --------- | ------- | ----- |
| 1       | 4   | Roderick Chisholm Thomas Gibson   | Australia | 6:44,48 |       |
| 2       | 3   | Douglas Vandor Morgan Jarvis      | Kanada    | 6:46,62 |       |
| 3       | 5   | Zhang Fangbing Sun Jie            | Chiny     | 6:49,39 |       |
| 4       | 6   | Rodolfo Collazo Emiliano Dumestre | Urugwaj   | 6:51,94 |       |
| 5       | 2   | Mario Cejas Miguel Mayol          | Argentyna | 6:53,71 |       |
| 6       | 1   | Leung Chun Shek Lok Kwan Hoi      | Hongkong  | 7:00,01 |       |

Finał B
| Pozycja | Tor | Zawodnicy                              | Państwo  | Czas    | Uwagi |
| ------- | --- | -------------------------------------- | -------- | ------- | ----- |
| 1       | 3   | Pietro Ruta Elia Luini                 | Włochy   | 6:29,92 |       |
| 2       | 5   | Elefterios Konsolas Panajotis Magdanis | Grecja   | 6:31,71 |       |
| 3       | 6   | Kristoffer Brun Are Strandli           | Norwegia | 6:32,82 |       |
| 4       | 1   | Manuel Suárez Barrios Yunior Pérez     | Kuba     | 6:34,96 |       |
| 5       | 4   | Zsolt Hirling Tamás Varga              | Węgry    | 6:39,98 |       |
| 6       | 2   | Kazushige Ura Daisaku Takeda           | Japonia  | 6:48,27 |       |

Finał A
| Pozycja | Tor | Zawodnicy                     | Państwo         | Czas    | Uwagi  |
| ------- | --- | ----------------------------- | --------------- | ------- | ------ |
| 1       | 5   | Mads Rasmussen Rasmus Hansen  | Dania           | 6:37,17 | złoto  |
| 2       | 6   | Zac Purchase Mark Hunter      | Wielka Brytania | 6:37,78 | srebro |
| 3       | 3   | Storm Uru Peter Taylor        | Nowa Zelandia   | 6:40,86 | brąz   |
| 4       | 4   | Stany Delayre Jérémie Azou    | Francja         | 6:42,69 |        |
| 5       | 1   | Pedro Fraga Nuno Mendes       | Portugalia      | 6:44,80 |        |
| 6       | 2   | Linus Lichtschlag Lars Hartig | Niemcy          | 6:49,07 |        |